# John Daniel Clardy

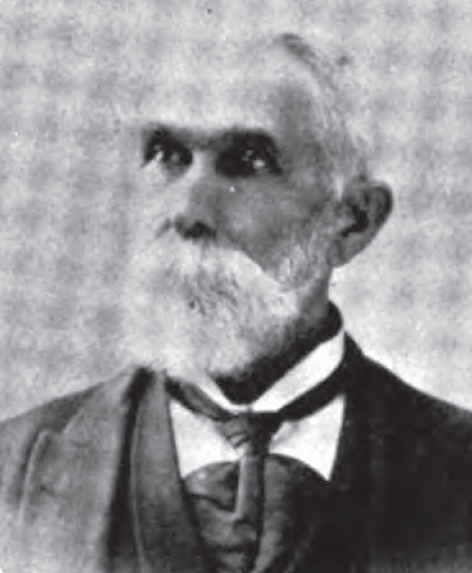
John Daniel Clardy (1896)

John Daniel Clardy (* 30. August 1828 im Smith County, Tennessee; † 20. August 1918 bei Hopkinsville, Kentucky) war ein US-amerikanischer Politiker. Zwischen 1895 und 1899 vertrat er den Bundesstaat Kentucky im US-Repräsentantenhaus.

## Werdegang
Im Jahr 1831 kam John Clardy mit seinen Eltern in das Christian County in Kentucky, wo er die öffentlichen Schulen besuchte. Im Jahr 1848 absolvierte er das Georgetown College; danach unterrichtete er für ein Jahr als Lehrer. Nach einem anschließenden Medizinstudium an der University of Louisville in Lexington sowie der University of Pennsylvania und seiner 1851 erfolgten Zulassung als Arzt begann er für einige Jahre in diesem Beruf zu arbeiten. Dann gab er diesen Beruf auf, um sich der experimentellen Landwirtschaft und der Viehzucht zu widmen.
Politisch war Clardy Mitglied der Demokratischen Partei. Im Jahr 1890 war er Delegierter auf einer Versammlung zur Überarbeitung der Verfassung von Kentucky. 1893 war er einer der Vertreter seines Staates auf der World’s Columbian Exposition, der Weltausstellung in Chicago. Bei den Kongresswahlen des Jahres 1894 wurde er im zweiten Wahlbezirk von Kentucky in das US-Repräsentantenhaus in Washington, D.C. gewählt, wo er am 4. März 1895 die Nachfolge von William Thomas Ellis antrat. Nach einer Wiederwahl konnte er bis zum 3. März 1899 zwei Legislaturperioden im Kongress absolvieren. In diese Zeit fiel der Spanisch-Amerikanische Krieg.
Im Jahr 1898 verzichtete John Clardy auf eine erneute Kandidatur. Er zog sich aus der Politik in seinen Ruhestand zurück, den er auf seinem Anwesen „Oakland“ nahe Hopkinsville verbrachte. Dort ist er am 20. August 1918, zehn Tage vor seinem 90. Geburtstag, verstorben.